# Evsa Model
Evsa Model (1899 ou 1901 - 1976), est un peintre américain d’origine russe.

## Biographie
Evsei Model naît à Nikolaïevsk-sur-l'Amour dans l'extrême-Orient russe. Il est le fils de Constantin Model et de Sarah Feitzer. Il quitte sa ville natale en 1916. Il a l'intention de se consacrer à sa passion naissante : la peinture. Il voyage en Chine, au Japon, en Inde, en Egypte et en Italie avant de rejoindre Paris, où il s'installe en juillet 1921. 
En 1926, il adhère au mouvement « Cercle et Carré », tout en ouvrant la librairie-galerie L’esthétique au 90, boulevard du Montparnasse à Paris,. 
En 1930, il est à Saint-Jeannet, dans les Alpes-Maritimes, puis en 1935 il déménage à Nice où il vit avec Lisette Seybert (qui deviendra la célèbre photographe Lisette Model). Il l'épouse le 7 septembre 1937 à Paris. Le couple émigre aux États-Unis l'année suivante, en octobre 1938. Installé à New-York, il américanise son prénom en le transformant en Evsa. Il décore de peintures murales les différents appartements que le couple occupe, les transformant en une sorte d'œuvre-totale, d'œuvre à vivre. 
Au début des années 1940, il réalise ses premiers tableaux consacrés au thème de la ville. C'est une ville synthétisée, abstraite, bien qu'on puisse y entrevoir New York et ses avenues, ses gratte-ciels. Les échos entre les photographies de son épouse Lisette Model et ses toiles sont nombreux et fertiles. 1945 le voit exposer à la Rose Fried Gallery de New York, et c'est en 1948 qu'il expose au sein de la prestigieuse galerie de Sidney Janis, également à New York. 
Au début des années 1950 (probablement entre 1951 et 1953) il ouvre un cours collectif de peinture au sein de son appartement, dont la devise est Art as self-expression. On sait peu de choses sur la fin de sa vie. Vivant quelque peu dans l'ombre de la notoriété croissante de son épouse, il meurt le 19 octobre 1976 à New York.

## Œuvre
L'œuvre méconnue d'Evsa Model a été revalorisée ces dernières années par l'entremise de la Keitelman Gallery de Bruxelles et de la Galerie Baudouin Lebon de Paris. Se déployant essentiellement dans le domaine de la peinture, elle synthétise d'une façon étonnante et très originale l'art abstrait du début du siècle et le premier pop art. 
Elle fait en quelque sorte le pont entre Kasimir Malevich et Roy Lichtenstein. Les peintures murales réalisées dans les appartements successifs de l'artiste à New York de même que l'aménagement de sa librairie parisienne des années 1920 le rapproche également du constructivisme. 
Les œuvres conservées aujourd'hui consistent essentiellement en des huiles sur toile, souvent de grand format (120 x 80 cm et parfois jusqu'à 227 x 121 cm) ou au contraire parfois de tout petit format proposant de vastes aplats de couleurs vives (rouges, jaunes, bleus) parfois cernés d'un trait noir à la manière de la bande dessinée (facture que les pop artistes populariseront dans les années suivantes). Un personnage, très sommairement représenté par quelques traits élégants, évolue souvent au sein de ces tableaux.
Ce personnage semble errer dans une ville figurée au moyen de silhouettes de buildings, aux fenêtres toutes similaires. Parfois des points surgissent dans la composition. Ils paraissent représenter le soleil ou un astre lointain. Une forme de mélancolie joyeuse plane sur ces œuvres.

## Expositions
- The Arts Club of Chicago (en), New Paintings by Evsa Model, 02-31/05/1944[5]
- Evsa Model, Rose Fried Gallery, New York, 1945
- Exposition à la Galerie Sidney Janis, New York, 1948
- Ikona Gallery, Venice, Lisette Model, Evsa Model: New York City, 9/06-07/09/1984
- Galerie Baudoin Lebon, Première vue, Paris, 11/3-10/04/2010[2]
- Keitelman Gallery, Urban Landscape, Bruxelles, 11/02-23/3/2011, cf. www.keitelmangallery.com [6]
- Keitelman Gallery, Face to Face : Evsa Model, Lisette Model, 20/11/2015-06/05/2016.

## Muséographie
- MoMA, Open Door[7]